# گیشی (هرند)
گیشی (اصفهان)، روستایی از توابع شهرستان هرند در استان اصفهان ایران است.

## جمعیت
این روستا در دهستان امامزاده عبدالعزیز قرار دارد و براساس سرشماری مرکز آمار ایران در سال ۱۳۸۵، جمعیت آن ۷۸۰ نفر (۲۰۶خانوار) بوده‌است.